# Scat (música)

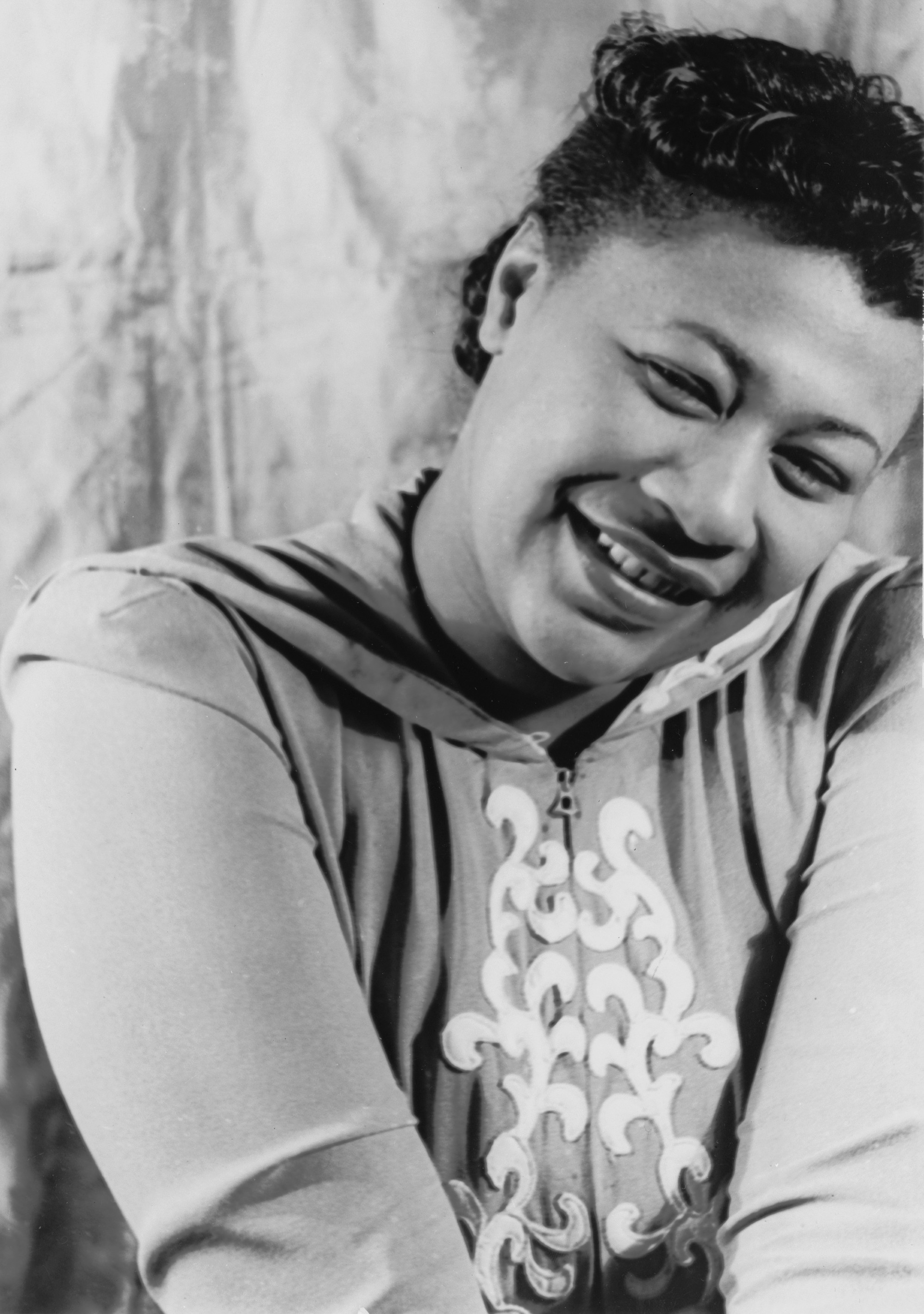
Ella Fitzgerald es una de las cantantes de scat más conocidas

En la música jazz, scat es un tipo de improvisación vocal, generalmente con palabras y sílabas sin sentido. El scat permite cantar melodías y ritmos improvisadamente, y puede agregar un tono humorístico.
En español no existe esta palabra ni equivalente por lo que se usa como un anglicismo de scat y scat singing. Por otro lado existe un sketch de Les Luthiers, específicamente en la Aria Agraria donde definen el Tarareo conceptual, que podría ser lo más cercano al Scat en español, el recurso es usado con humor.
Aunque este recurso vocal se ha asociado como propio del jazz, ha sido incorporado a otros géneros musicales.

## Historia
Según Jelly Roll Morton, en una serie de entrevistas con Alan Lomax en 1938, el primero en usar el scat fue un cómico, Joe Sims, de Vicksburg, Misisipi. Luego, Tony Jackson y Morton, entre otros, lo copiaron y se fue incorporando a las actuaciones en Nueva Orleans. Uno de los primeros ejemplos de scat se debe a Al Jolson, que lo practicó en algunos bares durante 1911. Entre ese año y 1917 Gene Greene grabó varias canciones utilizando esta técnica, siendo uno de los primeros cantantes en especializarse en el scat. Hacia 1926 Louis Armstrong popularizó el estilo con la canción "Heebie Jeebies", que sirvió de modelo a Cab Calloway, quien se especializó en esta forma de improvisación durante la década de 1930.
Ella Fitzgerald desarrolló de forma notable este estilo de canto.
Posteriormente Natalie Cole desarrolló en ciertos temas un estilo único de scat (ejemplo en uno de sus éxitos denominado "Mr. Melody"). También el vocalista Bobby McFerrin es famoso por su uso de esta técnica, en muchos casos cantando a capela.
Además, el scat se puede escuchar en ejemplos de música variopintos, como el tema Le Coeur Qui Jazze de la entonces tierna yeyé francesa France Gall, en el Nu-Metal gracias a Jonathan Davis, que se puede notar en temas como "Twist" y "Freak on a Leash". Otro caso es el del vocalista de la banda inglesa, Jamiroquai, "Jay Kay", que al presentarse en vivo especialmente, hace uso de esta técnica, como también se recuerda a Amy Winehouse en la intro de su canción «Stronger Than Me» donde usa esta técnica. Además se puede escuchar un pequeño scat en la canción «Surfin' Bird» de The Trashmen. Durante la llamada Época de oro del cine mexicano, el comediante, cantante y actor mexicano Germán Valdés recurría frecuentemente al scat en sus interpretaciones, incluso su personaje estaba basado en Cab Calloway, además de él, el grupo llamado Las Hermanas Julian sacaron un disco llamado Bebop Rock donde incluían algunas canciones en estilo scat/bebop. El grupo humorístico-musical argentino Les Luthiers realiza una forma de scat en la pieza Miss Lilly Higgins sings shimmy in Mississippi's spring (shimmy), estrenada en el año 1973.
El cantante Alberto Pérez en el disco grabado en directo La Mandrágora hace uso de esta técnica en varias canciones.

### Estructura y elección de las sílabas
Aunque el canto mediante scat se improvisa, las líneas melódicas a menudo son variaciones de fragmentos de escalas y arpeggios, stock patterns y riffs, como sucede con los improvisadores instrumentales y los cantantes. El scatting también incorpora estructuras musicales. Por ejemplo, todas las representaciones scat de "How High the Moon" por Ella Fitzgerald, usan el mismo tempo, comienzan con un coro de una lectura directa de la letra, move to a "specialty chorus" introduciendo el coro scat, y después el scat mismo. Will Friedwald ha comparado a Ella Fitzgerald con Chuck Jones dirigiendo sus dibujos animados del correcaminos— cada uno utiliza fórmulas predeterminadas de maneras innovadoras. Entre los más grandes cultores del estilo scat se encuentra Mel Tormé, un niño prodigio baterista que llegó a convertirse en uno de los más influyentes músicos de jazz del siglo XX. El scat de Tormé estaba basado en sus arreglos de gran banda y habilidades como multinstrumentista.